# Kongelige danske marine
La Kongelige danske marine (Regia marina danese),  comunemente denominata Søværnet (Difesa marina) fa parte delle forze armate danesi. È responsabile della difesa marittima e sovranità danese e delle acque territoriali delle Fær Øer e della Groenlandia.
Altri compiti sono: sorveglianza, ricerca e recupero, rompighiaccio, recupero e prevenzione delle fuoriuscite di petrolio. In passato, dal 1509 al 1814, fece parte della marina dano-norvegese, quando Danimarca e Norvegia erano unite, appunto, nel Regno di Danimarca e Norvegia.

## Storia

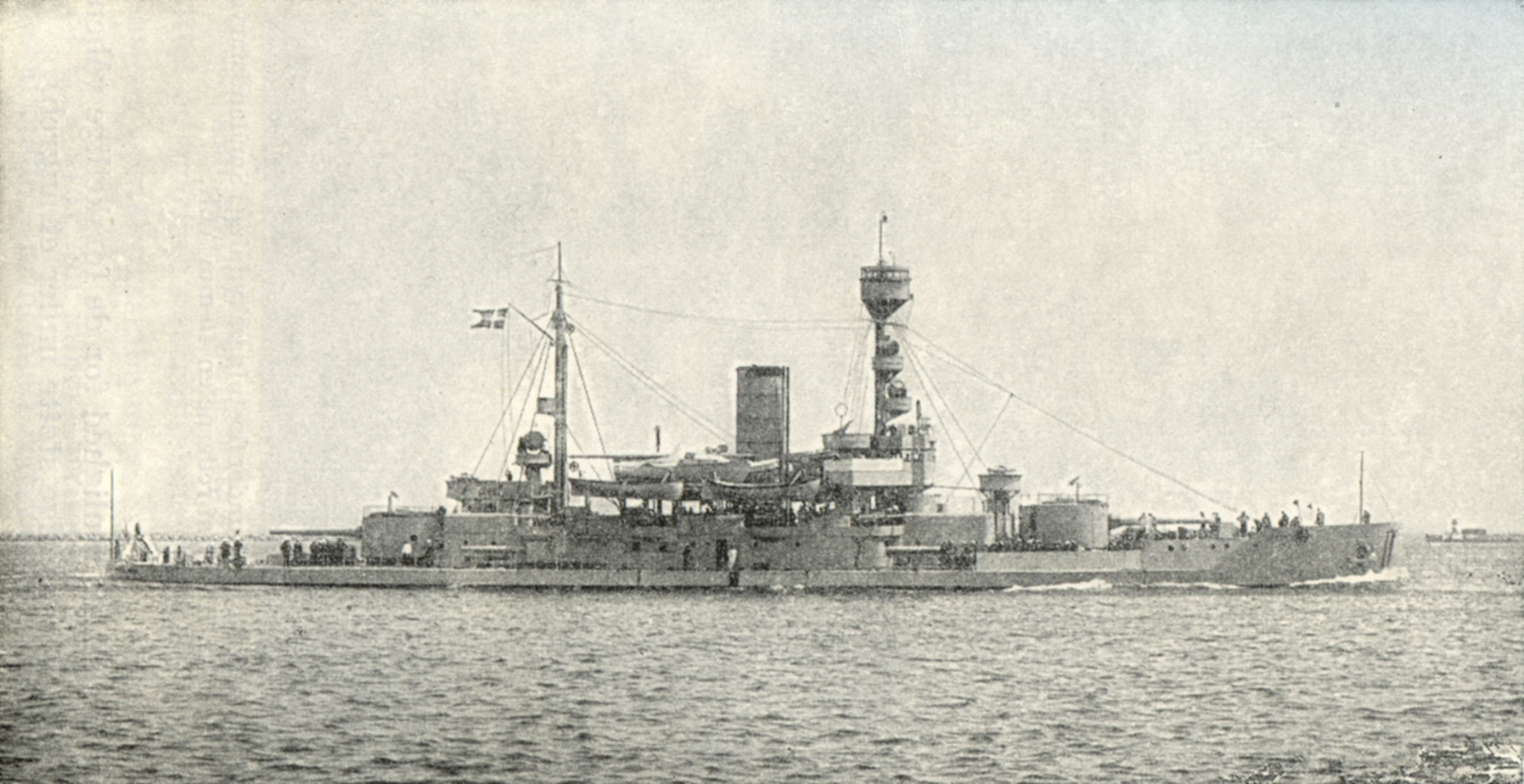
La Peder Skram, varata nel 1908, in una foto ufficiale del 1939

La Danimarca, con la sua posizione strategica, ha avuto una funzione di guardiano dell'omonimo stretto, fin dalla prima guerra mondiale quando nonostante la neutralità il paese decise di dotarsi di due squadre navali in grado di controllare gli accessi da nord e da sud al Belt; alla testa delle due squadre vennero progettate navi dotate di cannoni pesanti da 240mm. Venne costruita una classe di tre navi secondo il progetto con due cannoni da 240mm, denominata classe Herluf Trolle dalla capoclasse, varata nel 1899 ed entrata in servizio nel 1901; la seconda fu la Olfert Fischer e la terza la Peder Skram; un'altra nave in progetto, la Niels Iuel, venne completata con dieci cannoni da 150mm. Le due più vecchie vennero messe in disarmo rispettivamente nel 1932 e nel 1936, mentre la Peder Skram era ancora in servizio allo scoppio della guerra. La marina danese venne bloccata dall'invasione tedesca del 1940 durante la seconda guerra mondiale ma le unità dell'epoca erano già irrimediabilmente obsolete; la marina venne incaricata del compito del dragaggio mine nello stretto in direzione est-ovest per permettere il traffico interno, mentre i tedeschi spazzavano la direzione sud-nord e questo permise ai danesi di sostenere verso gli Alleati che la flotta non collaborava con i tedeschi. Nonostante ciò nel febbraio 1941 i tedeschi requisirono le sei nuove motosiluranti Dragen, Hvalen, Laxen, Glenten, Hoegen ed Ørnen, con la promessa che avrebbero pagato in materiali sufficienti per costruirne di nuove.

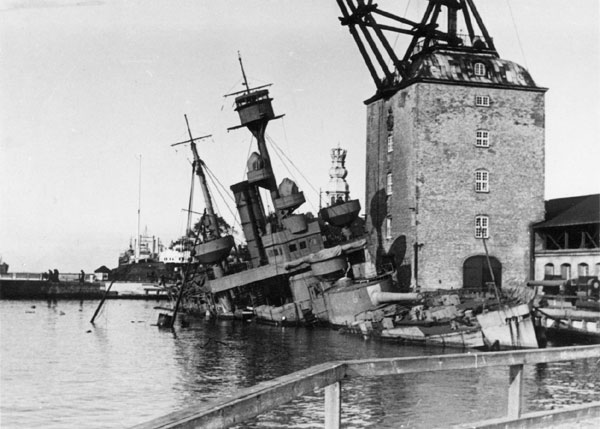
La Peder Skram dopo l'autoaffondamento nell'arsenale di Copenaghen

Ma le crescenti tensioni all'interno della Danimarca verso gli occupanti e le vicende belliche portarono i tedeschi durante l'operazione Safari il 29 agosto 1943 a procedere al disarmo della flotta e dell'esercito; in previsione di ciò, non potendo opporsi con la forza, la marina danese aveva dato precedentemente ordine alle proprie navi di tentare di raggiungere la Svezia o di autoaffondarsi, e venne dato fuoco all'hangar nella base militare di Holmen a Copenhagen che ospitava gli idrovolanti; alla fine, solo alcune unità minori raggiunsero la Svezia mentre la più grossa unità danese, la Niels Juel, venne messa fuori uso da due bombe d'aereo esplose molto vicino e costretta ad arenarsi mentre tentava di passare lo stretto.
Nel dopoguerra la sua configurazione soprattutto curata in funzione di contrasto della flotta sovietica, che stazionava nel traffico, come anche quelle della flotta del Nord.
La Kongelige danske marine è una classica marina nordica con numerose unità leggere da attacco antinave, ma carente in termini di capacità antisom, ma è dotata anche di una componente d'altura con alcune unità valide.
La marina danese ha il comando ad Århus ed ha due squadre operative, una di base a Frederikshavn e l'altra a Korsør.

## Forze nella Guerra Fredda
A metà degli anni ottanta, al culmine della Guerra Fredda, le unità principali erano quattro sommergibili, sei fregate e 16 FAC. Gli effettivi erano 4500 uomini professionisti, 1300 di leva, 2600 civili, 1000 riservisti e 5000 della guardia nazionale navale.
- 2 Sommergibili classe Narhvalen: costruiti a Copenaghen tra il 1965 e il 1970, 8 tls da 533mm.
- 2 Sommergibili classe Delfinen: costruiti tra il 1954 e il 1964, 8 tls da 533mm.
- 2 Fregate classe Peder Skram: commissionate nel 1966-67, essa ha un potente armamento bellico in ogni situazione, 8 missili contronave Harpoon a lungo raggio, 1 lanciamissili Sea Sparrow, 2 cannoni da 127mm, 4 cannoni Bofors da 40/60mm, lanciasiluri e lanciabombe ASW.

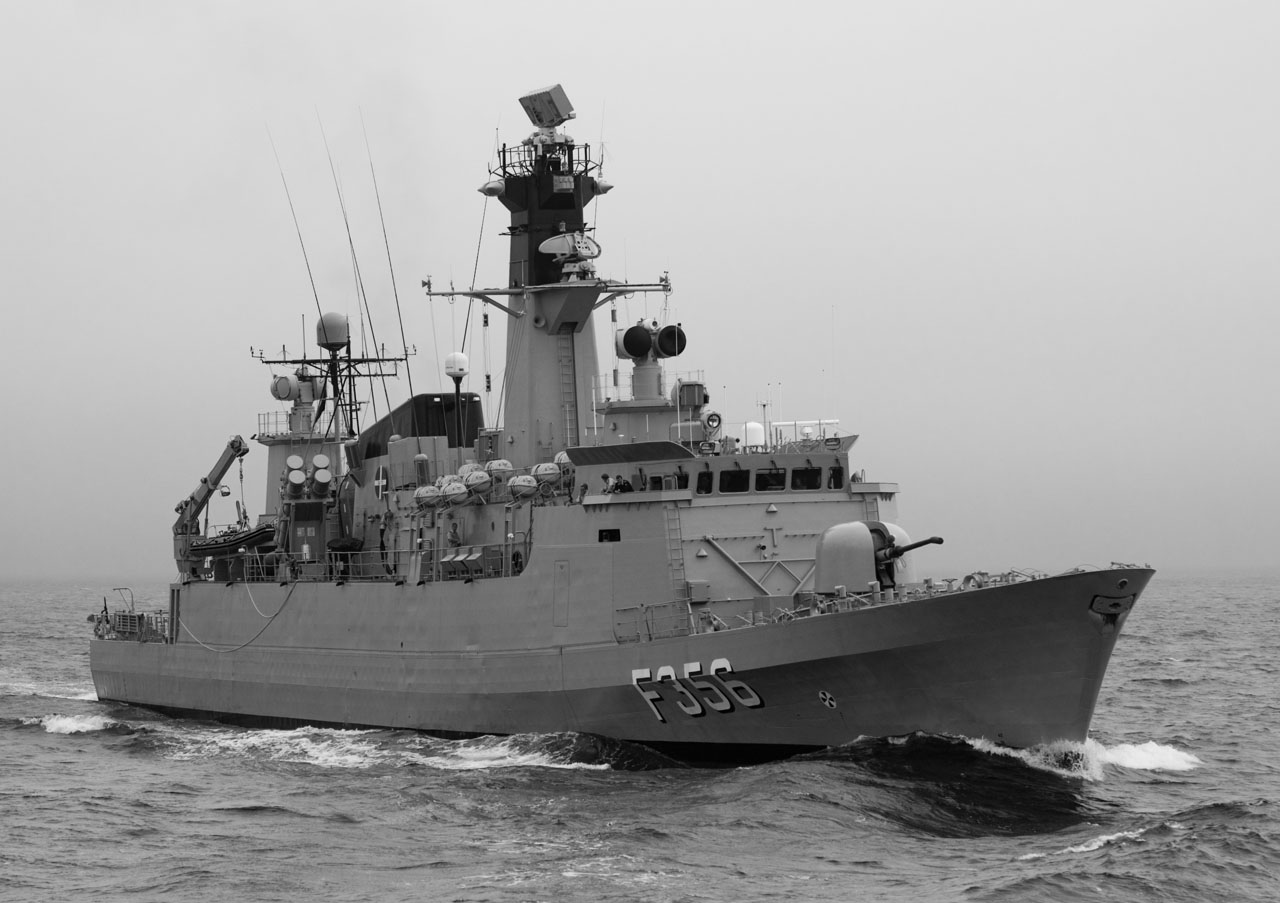
Unità della classe Niels Juel, la F356 Peter Tordenskiold

- 3 Fregate classe Niels Juel: si tratta di unità leggere, prive di elicotteri, ma nel limite della loro struttura da circa 1300t, hanno avuto 8 missili Harpoon, 8 Sea Sparrow, un cannone OTO da 76 (la predilezione per il 76 italiano avvicina la marina danese alla Germania, mentre il 57mm è l'arma standard delle unità scandinave), 4 tubi da 324mm ASW e cariche profondità.
Il cannone è a prua, i missili antinave a centro nave, il Sea Sparrow a poppa, con una disposizione simile a quella delle corvette classe Minerva, a parte la presenza dei missili antinave. Il radar di scoperta principale è sull'alto albero di poppa. Commissionate in 3 esemplari tra il 1980 e il 1982.
- 1 fregata per navigazione sui ghiacci, con cannone da 76 e un elicottero.
- 10 FAC classe Willemoes: commissione 1976-1978, armamento potente per l'attacco antinave: 1 cannone da 76/62mm, 2-4 tls da 533mm e 8 missili Harpoon, con una potenza di fuoco veramente inusitata per la loro taglia.
- 6 FAC classe Soloven, con 1 cannone da 40/60, 2-4 tls da 533mm, commissionati a metà anni 60 e 20 anni dopo in riserva.

## Flotta
| 1º Squadrone (Impieghi nazionali)                       | 1º Squadrone (Impieghi nazionali)           | 1º Squadrone (Impieghi nazionali)                                                                                | 1º Squadrone (Impieghi nazionali) | 1º Squadrone (Impieghi nazionali) | 1º Squadrone (Impieghi nazionali) | 1º Squadrone (Impieghi nazionali) |
| Immagine                                                | Classe                                      | Unità | Tipo                              | dislocamento                      | EIS                               | Note |
| ------------------------------------------------------- | ------------------------------------------- | --- | --------------------------------- | --------------------------------- | --------------------------------- | --- |
|                                                         | classe Thetis                               | HDMS Thetis (F357) HDMS Triton (F358) HDMS Vædderen (F359) HDMS Hvidbjørnen (F360)                               | fregate multiruolo                | 3500t                             | 1991 1992                         | |
|                                                         | classe Knud Rasmussen                       | HDMS Knud Rasmussen (P570) HDMS Ejnar Mikkelsen (P571) HDMS Lauge Koch (P572)                                    | pattugliatori artici              | 1700t                             | 2008 2009 2016                    | |
|                                                         |                                             | Kongeskibet Dannebrog (A540)                                                                                     | Yacht Reale                       | 1225t                             | 1932                              | |
|                                                         | classe Holm                                 | HDMS Birkholm (A541) HDMS Fyrholm (A542)                                                                         | battelli idrografici              | 128t                              | 2006                              | |
| 2º Squadrone (Impieghi internazionali)                  |                                             | |                                   |                                   |                                   | |
| Immagine                                                | Classe                                      | Unità | Tipo                              | dislocamento                      | EIS                               | Note |
|                                                         | classe Absalon                              | HDMS Absalon (F341) HDMS Esbern Snare (F342)                                                                     | navi di comando e supporto        | 6300t                             | 2004 2005                         | La Absalon appare nell'episodio 12 della serie canadese Mighty Ships (2ª stagione) nel 2009, mentre è a comando del CTF-150 nel golfo di Aden. |
|                                                         | classe Iver Huitfeldt                       | HDMS Iver Huitfeldt (F361) HDMS Peter Willemoes (F362) HDMS Niels Juel (F363)                                    | fregate                           | 6645t                             | 2011                              | |
|                                                         | classe MSF                                  | HDMS MSF1 HDMS MSF2 HDMS MSF3 HDMS MSF4                                                                          | navi da guerra di mine            | 125t                              | 1998 1999                         | |
|                                                         | classe Holm                                 | HDMS Hirsholm (MSD5) HDMS Saltholm (MSD6)                                                                        | navi da guerra di mine            | 128t                              | 2007 2008                         | |
| 3º Squadrone (Salvataggio costiero e tutela ambientale) |                                             | |                                   |                                   |                                   | |
| Immagine                                                | Classe                                      | Unità | Tipo                              | dislocamento                      | EIS                               | Note |
|                                                         | classe Diana o classe Standardfartøj Mk. II | HDMS Diana (P520) HDMS Freja (P521) HDMS Havfruen (P522) HDMS Najaden (P523) HDMS Nymfen (P524) HDMS Rota (P525) | pattugliatori                     | 185t                              | 2007 2008 2009                    | |
|                                                         | classe Supply o classe Gunnar Thorson       | HDMS Gunnar Thorson (A560) HDMS Gunnar Seidenfaden (A561)                                                        | navi di protezione ambientale     | 1660t                             | 1996                              | |
|                                                         | classe Seatruck o classe Mette-Miljø        | HDMS Mette Miljø (A562) HDMS Marie Miljø (A563)                                                                  | navi di protezione ambientale     | 247t                              | 1996 1996                         | |
|                                                         | classe Miljø 101                            | HDMS Miljø 101 (Y340) HDMS Miljø 102 (Y341) HDMS Miljø 103 (Y342)                                                | battelli di protezione ambientale | 16t                               | 1996                              | |
|                                                         |                                             | Sleipner (A559)                                                                                                  | nave trasporto                    | 465t                              | 1986                              | |
|                                                         | classe Holm                                 | HDMS Ertholm (A543) HDMS Alholm (A544)                                                                           | nave scuola                       | 128t                              | 2006 2007                         | |
|                                                         | classe Svanen                               | HDMS Svanen (Y101) HDMS Thyra (Y102)                                                                             | nave scuola a vela                | 32t                               | 1960 1961                         | |